# Ignaz Moscheles

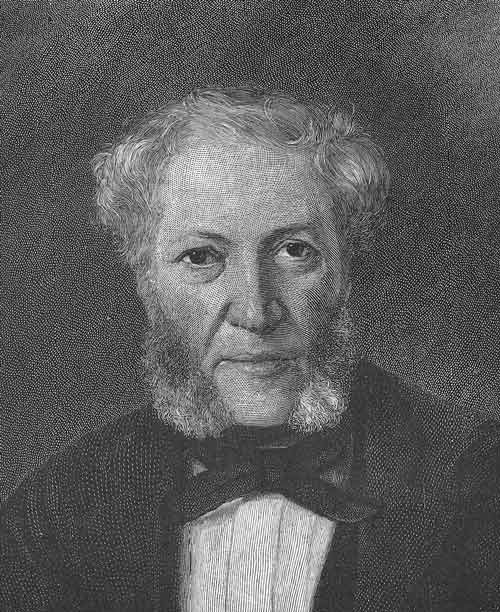

Ignaz Moscheles (1794-1870) là nhà soạn nhạc, nghệ sĩ đàn piano, nhà sư phạm người Séc. Ông là một trong những nhà soạn nhạc sống trong sự chuyển giao giữa âm nhạc Cổ điển và âm nhạc Lãng mạn.

## Cuộc đời và sự nghiệp
Ignaz Moscheles sinh ra tại thủ đô Praha. Đó cũng là nơi Moscheles học âm nhạc. Ngoài ra, ông còn học hỏi tại thành Viên của nước Áo. Trong cuộc đời mình, ông có những cố gắng để các tác phẩm của con người thiên tài Ludwig van Beethoven. Moscheles đã viết tổng phổ cho vở opera Fidelio, chỉ huy đêm đầu tiên của tác phẩm hợp xướng Missa solemnis tại Luân Đôn, Anh vào năm 1832, trình diễn bản giao hưởng số 9 ở hội Phiharmonic cũng tại Anh vào các năm 1837 và 1838. 
Ông đã lưu diễn trong vòng 10 năm. Ngoài việc công diễn, ông còn nhận chức giáo sư tại Nhạc viện Lepzig trong vòng 7 năm, từ năm 1840 đến năm 1847.

## Chuyện lùm xùm giữaRichard WagnervàFelix Mendelssohn
Iganz Moscheles quen biết Felix Mendelssohn từ năm 1824 khi ông trở thành thầy giáo dạy cho thần đồng âm nhạc vài buổi về piano. Sau đó, Moscheles cùng Mendelssohn thực hiện rất nhiều buổi hòa nhạc. Từ đó, tình bạn giữa hai người nảy nở. Không chỉ thế, họ còn chung quan điểm âm nhạc.
Gần cuối đời của Mendelssohn, Richard Wagner, người có ảnh hưởng tới âm nhạc Đức cuối thế kỷ XIX đã đăng một bài báo công kích nhà soạn nhạc gốc Do Thái. Dưới bút danh K. Freigedansk (nghĩa là nhà tư tưởng tự do), khi bị đày ở Thụy Sĩ, Wagner đã viết một bài báo với lời lẽ rằng âm nhạc của Mendelssohn quá trau truốt. Và bài báo đó đã được xuất bản tới 1200 bản. Mendelssohn không hề có phản ứng gì. Moscheles đã lên tiếng để bảo vệ học trò, đồng thời là người bạn của mình. Ông đã làm việc này cùng một số người của Học viện âm nhạc Leipzig.
Chưa hết, Wagner đã cố tạo ra cum từ "chủ nghĩa Do Thái trong âm nhạc" để ám chỉ âm nhạc của Mendelssohn. Cụm từ này đã xuất hiện vào năm 1850, ba năm sau cái năm mà Mendelssohn qua đời. Moscheles lại có phản ứng khi quyết định rời bỏ chức vụ làm biên tập viên của nhạc viện do Wagner sáng lập. Và có lẽ quan hệ của họ trở nên xấu đi
Trong những phản ứng như thế, Moscheles đã thể hiện một quan điểm rất rõ. Đó là ông tin rằng âm nhạc đã đạt tới thời đại vàng của mình trong kỷ nguyên của Johann Sebastian Bach và Ludwig van Beethoven và nghi ngờ những xu hướng âm nhạc mới mà những Richard Wagner, Franz Liszt và Hector Berlioz sáng lập. Trong khi Wagner, Liszt và Berlioz hướng tới âm nhạc có chương trình và muốn tạo ra cái gì đó mang tên âm nhạc lãng mạn, muốn từ bỏ phong cách truyền thống thì Moscheles và Mendelssohn lại muốn duy trì phong cách cổ điển kết hợp với những nét mới trong âm nhạc thế kỷ XIX. Đó là hai tư tưởng lớn đối lập nhau, ảnh hưởng tới âm nhạc thế giới vào thời đó và cả sau này.

## Các tác phẩm
Ignaz Moscheles đã viết tám bản concerto cho piano trong các năm 1819-1838, 24 bản etude cho piano, các bản sonata Tính cách và U sầu,...